# Los Polares
Los Polares fueron una banda española de rock surgida en El Masnou (Barcelona) a finales de 1964.
A pesar de su corta trayectoria y de su exigua discografía, son considerados -junto a Los Cheyenes, Los No, Los Shakers o Los Salvajes- uno de los grupos españoles predecesores del estilo que luego se denominaría Garage rock.

## Biografía
La banda fue fundada como quinteto en la localidad catalana de El Masnou a finales de 1964. Sus componentes eran Juan Antonio Bautista, Francisco Aznar, Antonio Andreu, Fernando Escribá y Alberto López. Comenzaron tocando en pequeños locales y en establecimientos hosteleros de la costa catalana. Allí, por mediación de los dueños alemanes de un hotel llamado "La Sabina", consiguieron un contrato para viajar a Alemania y recorrer el circuito de Rock y Beat del país centroeuropeo. Tras foguearse en la escena germana, empaparse de las nuevas tendencias del género (sobre todo del rythm and blues y lo que luego se conocerá como Freakbeat) y, según algunas fuentes, grabar dos EP hoy inencontrables, volvieron a España a principios de 1966.
Fichados por la discográfica Sonoplay, publicaron un único Ep a finales de año. El disco incluía temas propios y versiones, destacando la que realizaron de la canción "LSD" de los británicos The Pretty Things (una composición que había sido censurada en muchos países por considerarse una apología de la droga). Aunque no tuvo gran repercusión comercial en su momento, su importancia ha sido reivindicada posteriormente por los aficionados al Garage rock, que ven en sus temas un precedente claro de ese estilo en la España de los 60. Su sonido, notablemente áspero y afilado, se diferenciaba notablemente del beat predominante en el país durante esos años. En cuanto a su imagen, se decantaba de forma clara por la estética mod y el Swingin' London británico.
Durante la primera mitad de 1967 siguieron actuando por todo el país, pero a finales de ese año terminaron disolviéndose. Hacia 1969-70, su batería Alberto López se integraría en la banda de Hard rock Época (que, a su vez, darían lugar al grupo Santa Bárbara).

## Discografía
- Ep: "La droga/Qué chica tan formal/My girl/California Dreaming" (Sonoplay, 1966).